# انعكاسية (النظرية الاجتماعية)
في نظرية المعرفة، وبالتحديد في علم اجتماع المعرفة، تشير الانعكاسية إلى علاقات دائرية بين السبب والنتيجة، وخاصةً تلك المتجذرة في بنى المعتقدات الإنسانية. يؤثر السبب والنتيجة في العلاقة الانعكاسية ثنائية الاتجاه ببعضهما بشكل متبادل فلا يمكن تعيين السبب أو النتيجة.
في النطاق الأوسع وهو علم الاجتماع -المجال الأصل- تعني الانعكاسية فعلًا ذا مرجعية ذاتية، إذ يتكئ الفعل أو الاختبار، ويشير إلى، ويؤثر على الكيان الذي يُحرضه. تشير الانعكاسية عادةً إلى قدرة الفرد على التعرف على قوى التنشئة الاجتماعية وتغيير مكانها في البنية الاجتماعية. يؤدي انخفاض مستوى الانعكاسية إلى نشوء فرد تُكوّنه بيئته (أو «المجتمع») إلى حد كبير. في المستوى العالي من الانعكاسية الاجتماعية، يشكل الفرد المعايير والأذواق والسياسات والرغبات الخاصة به بنفسه. يشبه ذلك مفهوم الاستقلال الذاتي.
في الاقتصاد، تشير الانعكاسية إلى تأثير التعزيز الذاتي المُشاهد في سياق حساسية السوق، حين تجذب الأسعار المرتفعة المزيد من المشترين، يؤدي سلوك هؤلاء إلى ارتفاع الأسعار مجددًا، إلى أن تصبح العملية غير قابلة للاستمرار. يعد هذا مثالًا على التغذية الراجعة الإيجابية. يمكن أن تسير العملية في الاتجاه المعاكس ما ينتج عنه انهيار كارثي في الأسعار.

## نظرة عامة
في النظرية الاجتماعية، قد تحدث الانعكاسية عندما تُطبق النظريات في مجال ما بشكل مماثل على المجال بذاته؛ فمثلًا، تطبق نظريات البناء المعرفي في مجال علم اجتماع المعرفة العلمية بشكل مماثل على البناء المعرفي الخاص بعلم اجتماع المعرفة العلمية، ويطبق موضوع الدراسة في مجال ما بشكل مماثل على ممارسي هذا المجال (حين تشرح النظريات النفسية العمليات النفسية عند علماء النفس مثلًا). وفي نطاق أوسع، تحدث الانعكاسية حين تؤثر ملاحظات من يراقب النظام الاجتماعي على المواقف الاجتماعية التي يراقبها، أو حين تؤثر صياغة النظرية على سلوك الأفراد أو الأنظمة المطلوب نمذجتها بشكل موضوعي في النظرية. وهكذا مثلًا، يؤثر عالم الأنثروبولوجيا الذي يعيش في قرية معزولة، على أفراد القرية وسلوكهم الذي يرغب بدراسته. أي أن الجوانب التي يراقبها الفاحص ليست مستقلة عنه.
بذلك تكون الانعكاسية معضلة منهجية في العلوم الاجتماعية تشابه «تأثير المراقب». في هذا القسم الحديث من علم اجتماع العلوم والذي أُطلق عليه اسم «البرنامج القوي»، اقتُرحت الانعكاسية كقاعدة أو مبدأ منهجي، وهذا يعني أن التمثيل النظري للبناء الاجتماعي لأنظمة المعرفة العلمية أو الدينية أو الأخلاقية بأكمله، يجب أن يكون هو نفسه قابلًا للتفسير بنفس المبادئ والأساليب المستخدمة فيه، كما في تمثيل أنظمة المعرفة الأخرى. يشير هذا إلى سمة عامة لنظرية المعرفة المتعلقة بالعلوم الطبيعية، تسمح نظريات المعرفة هذه لمجالات بحث محددة بتوضيح مجالات أخرى ضمن عملية انعكاسية شاملة: أي مجال معين من مجالات البحث يعج بنواحٍ من عمليات المعرفة عامةً (كتاريخ العلوم والعلوم المعرفية وعلم اجتماع العلوم وعلم النفس الإدراكي والسيمياء والمنطق وعلم الأعصاب) قد تدرس بشكل انعكاسي مجالات أخرى قريبة بتأثير تحسن عام في الانعكاسية في شروط تكوين المعرفة.
تنطوي الانعكاسية على عملية ذاتية من استقصاء الإدراك الذاتي ودراسة السلوك الاجتماعي مع الإشارة إلى النظريات المرتبطة بالعلاقات الاجتماعية.

## التاريخ
ظهر مبدأ الانعكاسية أول مرة على يد عالمي الاجتماع وليام آي. توماس ودوروثي سوين توماس، في كتابهما «الطفل في أمريكا» عام 1928: «إذا عرّف الناس المواقف على أنها حقيقية، ستكون حقيقة في عواقبها»، أُطلق على هذا المبدأ فيما بعد «نظرية توماس».
استند عالم الاجتماع روبرت ميرتون (1948، 1949) على مبدأ توماس لتعريف مفهوم النبوءة ذاتية التحقق: بمجرد إصدار توقع أو نبوءة، فقد يكيف الأفراد سلوكياتهم وأفعالهم معها، فيتحول الحكم الذي كان بالأصل خاطئًا إلى حكم صحيح وبالعكس، يصبح الحكم الصحيح خاطئًا، وذلك نتيجة للتوقع أو النبوءة التي وُضعت في البداية. يكون للنبوءة تأثير مُشكِل للحصيلة أو النتيجة النهائية، أي إن النتيجة ستكون مختلفة لولا النبوءة.
عولجت الانعكاسية باعتبارها مسألة في العلوم بشكل عام على يد كارل بوبر (1957)، الذي أسقط الضوء في كتابه «فقر التاريخية» على تأثير التنبؤ على الحدث المتوقع، وأسماه «تأثير أوديب» في إشارة إلى الحكاية اليونانية التي تأثر فيها تسلسل الأحداث المؤدية إلى تحقق نبوءة أوراكل إلى حد كبير بالنبوءة ذاتها. اعتبر بوبر في البداية أن هذه النبوءة المحققة لذاتها سمة تميز العلوم الاجتماعية، ظهر لاحقًا أنها موجودة في العلوم الطبيعية، وخاصة في البيولوجيا وحتى في البيولوجيا الجزيئية، هناك ما يكافئ التنبؤ وهو قادر على أن يلعب دورًا يساعد في تحقيق التوقع. وعولج الموضوع أيضًا من قبل إرنست ناغل (1961). تمثل الانعكاسية مشكلة بالنسبة إلى العلم فإذا كان التنبؤ قادرًا على إحداث  تغييرات في النظام المتعلق بالتنبؤ، يصبح من الصعب تقييم الفرضيات العلمية من خلال مقارنة التنبؤات التي تقدمها الفرضية مع النتائج التي تحدث بالفعل. المشكلة أكثر صعوبة في العلوم الاجتماعية.
نُظر إلى الانعكاسية على أنها مسألة «التنبؤ الانعكاسي» في العلوم الاقتصادية على يد غرونبرغ وموديلياني (1954) وهربرت إيه. سيمون (1954)، ونوقشت باعتبارها قضية رئيسية بالنسبة لنقد لوكاس، وأثيرت باعتبارها مسألة منهجية في العلوم الاقتصادية تنشأ عن مسألة الانعكاسية في أدبيات علم اجتماع المعرفة العلمية.
برزت الانعكاسية بكونها مشكلة وحلًا في المقاربات الحديثة لمشكلة البنية والفاعلية، على سبيل المثال في عمل أنتوني غيدنز في كتابه «نظرية الهيكلة» وبيير بورديو في كتابه «الهيكلية الوراثية».
لاحظ غيدنز أن الانعكاسية التأسيسية ممكنة في أي نظام اجتماعي، وأن هذا يمثل مشكلة منهجية تميز العلوم الاجتماعية. ركز غيدنز على هذا الموضوع بمفهومه «الحداثة الانعكاسية» وهي الحجة التي تقول إن المجتمع بمرور الوقت يصبح أكثر إدراكًا لذاته ومفكرًا وبالنتيجة انعكاسيًا.
جادل بورديو بأن العالِم الاجتماعي مُثقل بطبيعته بالتحيزات، ويمكنه فقط من خلال إدراكه بشكل انعكاسي لتلك التحيزات، أن يتحرر منها وأن يسير نحو ممارسة علم موضوعي. بالنسبة لبورديو، فإن الانعكاسية جزء من الحل وليست مشكلة.
يمكن القول إن كتاب ميشيل فوكو «الكلمات والأشياء» تناول مسألة الانعكاسية. درس فوكو تاريخ الفكر الغربي منذ عصر النهضة، وأكد أن كل حقبة تاريخية (وقد حدد ثلاثًا واقترح الرابعة) لديها نظام معرفي، أو «بديهة تاريخية»، تبني وتنظم المعرفة. يجادل فوكو بأن مفهوم الإنسان ظهر في أوائل القرن التاسع عشر، وهو ما أسماه «عصر الإنسان»، تزامنًا مع فلسفة إيمانويل كانت. وأنهى الكتاب من خلال طرح مشكلة عصر الإنسان وسعينا وراء المعرفة، إذ إن «الإنسان هو الموضوع العارف وبنفس الوقت هو موضوع دراسته الخاصة»، وعبر هذا، يجادل فوكو بأن العلوم الاجتماعية، بعيدًا عن كونها موضوعية، تُنتج الحقيقة في خطاباتها الحصرية المتبادلة فيما بينها.